# وضعية لويد-ديفيس

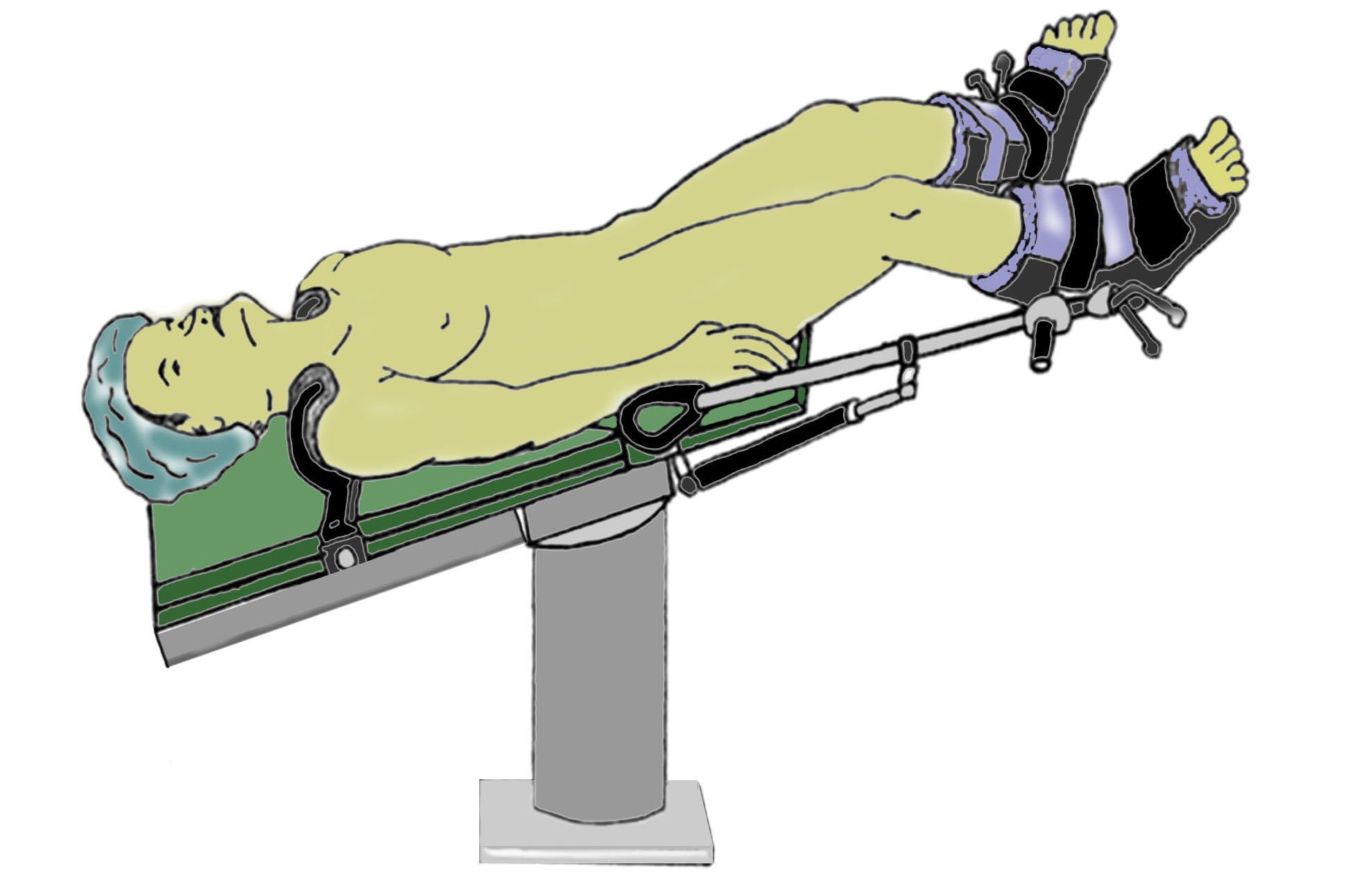

وضعية لويد-ديفيس هو مُصطلح طبي يُشير إلى الوَضعيَّة العامَّة والشائِعة في العمليَّات الجراحيَّة التي تُجرى على منطقة الحوض ومنطقة البَطن السُفليَّة. ويتم إجراء أغلب الجراحات الخاصَّة بالحوض ومنطقة القَولون والمُستقيم عندما يكون المريض في وَضعيّة لويد-ديفيس.
وتعرف أيضًا هذه الوضعية باسم وَضعيّة ترندلينبورغ حيث يكون الساقان متباعدين. وتكون الزاوية الأساسية بمقدار 30 درجة ترندلينبورغ ويكون الوركان مَثنيين بمقدار 15 درجة؛ لكن يُمكن تعديل هذه الزاوية من خلال استخدام دُعامات الساق.

## المزايا
1. تمنح هذه الوضعيّة رؤية جيدة وتُقلل من مناطق الضَغط في الجراحات التي تستغرق وقتًا أطول.
2. ليس لها آثار جانبية مُتعلِّقة بالاعْتِلال العَصَبي مقارنة ببعض الوَضعيّات الأخرى.

## العيوب
1. من الممكن أن تسرّع هذه الوضعية من ظهور مُتلازِمَة الحَيِّز في عضلة بطن الساق بعد 5 ساعات أو أكثر من الجراحة.[1]